# Kitara
Kitára (κιθάρα) je strunsko glasbilo, ki ima po navadi 6 strun. Delijo se na akustične in električne kitare. 
Akustične imajo debel, votel trup za boljši odmev zvoka, električne pa imajo tanjši trup, saj so za zvok pomembni le magneti, ki so pritrjeni na zgornjo stran kitare. Magnet lahko vgradimo tudi na akustično kitaro, vendar so zato potrebne jeklene strune, ki so pri električnih splošno uveljavljene.

## Opis kitare
Kitara je glasbeni instrument, katerega izvor sega daleč v preteklost, uporablja pa se v široki množici glasbenih zvrsti. Običajno ima šest strun, obstajajo pa tudi primerki s štirimi, sedmimi, z desetimi in dvanajstimi strunami. Kitare so osrednji instrumenti v glasbenih žanrih kot so blues, country, flamenko, rock in mnogih oblikah pop glasbe. Uporablja se tudi kot solo klasični instrument. Kitare se lahko igra akustično, kjer vibriranje strun oddaja zvok, ki ga spreminja votel trup kitare, lahko pa jih priključimo na ojačevalec, ki je zmožen elektronsko upravljati z zvokom. Takšne električne kitare so bile predstavljene v 20. stoletju in imajo visok vpliv na popularno kulturo. Tradicionalno so kitare narejene iz kombinacije različnih vrst lesa, strune pa so bile narejene iz živalskega črevesja, dandanes pa se za izdelavo strun uporablja najlon ali jeklo. Kitare izdelujejo in popravljajo plunkarji.

## Zgodovina
Pred razvojem električne kitare in uporabe umetnih materialov je bila kitara definirana ko instrument z »dolgim, prečkastim vratom, ploščato leseno strešico nad prižnico, rebri in ravnim hrbtom, pogosto z zaobljenimi stranicami«. Kitari podobni instrumenti so popularni že najmanj 5000 let. Kitara naj bi bila izpeljanka zgodnejših instrumentov iz starodavne Indije in Centralne Azije, znanimi kot sitare. Najstarejši znani ikonografski prikaz instrumenta, ki vsebuje vse bistvene elemente kitare, je 3300 let stara podoba hetitskega narodnega pevca, izklesana v kamnu. Beseda »kitara« je bila v angleščino prevzeta iz španske besede »guitarra«, ki izhaja iz latinske besede »cithara«, ki pa izhaja iz zgodnejše grške besede »kithara«, ki morda izhaja iz perzijske besede »sihtar«.  Sihtar je soroden indijskemu instrumentu z imenom sitar.  
Moderna kitara izhaja iz romanske »cithare«, ki so jo Romani prinesli v Španijo okoli leta 40, naprej pa se je prilagajala in razvijala s prihodom štiristrunskega »uda«, ki so ga prinesli Mavri po svoji invaziji iberskega polotoka v 8. stoletju. . Drugod po Evropi je na območjih vikingških vpadov postal popularen domorodni skandinavski šeststrunski »lut« (lutnja, plunka). Vikingški heroj Gunter (znan tudi kot Gunnar) je mnogokrat upodobljen v rezbarijah o legendi o Siegfriedu približno iz leta 800, kako igra lutnjo s prsti na nogah, medtem ko umira v jami s kačami.

## Deli kitare

### Glava
Vijaki so deli kitare na katere so navite strune. S privijanjem ali odvijanjem vijakov lahko ton strune zvišamo ali znižamo tako, da dobimo pravilno uglasitev. Pri klasičnih kitarah so vijaki po navadi razporejeni po trije na vsako stran glave, pri električnih pa je vseh šest vijakov na isti strani.
Sedlo se nahaja med glavo in vratom in je običajno narejena iz plastike, lahko pa tudi iz slonovine, medenine ali grafita. Čeznjo so iz glave na ubiralko speljane strune. Prečka s svojo višino določa oddaljenost strun od ubiralke, z materialom iz katerega je narejena pa daje strunam različen zvok.

### Vrat
Ubiralka je lesena plošča, ki je nameščena na vrat kitare. Po navadi je izdelana iz trših umetnih mas, palisandra ali ebenovine. V njo so pritrjene prečke, to so majhne izbočene kovinske ploščice. Nameščene so po celotni dolžini ubiralke in so razmaknjene po pol tona, kar pomeni da pritisk na prečko ton strune zviša še za pol tona.
Označbe se na kitari po navadi nahajajo na ubiralki ali ob robu vratu. Namenjene so temu, da kažejo kje na strunah je treba prijeti določen akord, s tem pa omogočijo lažje in hitrejše menjavanje le teh. Pri navadnih akustičnih in klasičnih kitarah so označbe po navadi v obliki manjših belih pik, pri električnih kitarah pa so pogoste tudi kakšne bolj posebne oblike, nekatere imajo vgrajene celo LED lučke.

### Trup
Zvočnica  je okrogla odprtina pri klasičnih in akustičnih kitarah , ki se nahaja v sredini kitare, natanko pod strunami. Iz nje prihaja zvok oz. zven glasbila. Pri klasičnih in akustičnih kitarah je po navadi okrašena z ornamenti, mozaiki iz drobnih pobarvanih koščkov lesa. Pri električnih kitarah nimamo zvočnice, saj so namesto nje na kitari pritrjeni magneti oz. pick-upi ( v nadaljevanju ). Pri akustičnih kitarah pa je dodana zraven tudi plastična obloga, ki ščiti resonačni pokrov med brenkanjem.
Pick-upi so magneti, ki pri elktričnih kitarah pretvarjajo nihanje strun v električne signale. V uporabi sta dve vrsti:
- z enojnim navitjem, ki dajejo čist ton
- z dvojnim navitjem ( humbacking ), ki ustvarjajo bogatejši, nekoliko obarvan ton.
Kitara z dvojnimi pick-upi oz. magneti, ki jih vklapljamo v različnih kombinacijah, je najbolj uporabna. Izbiramo lahko med enojnimi pick-upi ( svetel čist ton )in dvojnimi ( obarvan ton ).
POZOR
določeni deli kitare niso pravilno imenovani. Boljše je uporabljati angleške nazive.

## Uglasitev
Kitara je lahko uglašena na različne načine, cilj določene uglasitve pa je, da se lahko prijema akorde in igra lestvice s čim manj premiki roke in prstov po vratu kitare. Najpogostejša uglasitev pa je tako imenovana EADGHE. Toni in frekvence strun so predstavljeni v tabeli, pri čemer je prva struna tista, ki zveni najvišje in šesta tista, ki zveni najnižje. Iz tabele je razvidno da so strune v intervalih čiste kvarte, le med drugo in tretjo struno je velika terca. Pogoste so tudi odprte uglasitve,pri katerih so strune uglašene na določen
akord, največkrat D ali G.Te so zelo uporabne za igranje drsne ali slide tehnike igranja.
Kitaristi po navadi uglašujejo kitaro takole: najprej s pomočjo drugega instrumenta prvo struno uglasijo na ton e. To storijo tako, da vijak na katerega je ta struna navita ustrezno privijejo ali odvijejo. Potem drugo, tretjo itn. struno uglasijo glede na prejšnjo, upoštevajoč ustrezne intervale. Šesto struno zvišajo za interval kvarte (2,5 tona), kar pomeni da jo skrajšajo za pet prečk, šteto od vrha vratu. Nato drugo struno s privijanjem ali odvijanjem vijakov zvišajo ali znižajo za toliko, da obe struni zvenita enako. Ta postopek ponovijo še za ostale strune, na koncu pa z intervali in akordi preverijo, če je uglasitev približno pravilna.
Zelo razširjena pa je tudi uporaba elektronskih uglaševalcev, ki kažejo ali je struna uglašena previsoko ali prenizko.

## Tipi kitar

### Renesančna in baročna kitara
Renesančne in baročne kitare so predhodniki današnjih klasičnih kitar. Renesančna kitara je manjša, s štirimi pari  strun,  ki  so uglašene v  čistih kvartah, med 2. in  3.  parom pa  v veliki  terci.  Iz renesančne kitare  se je z  dodano  peto  struno razvila baročna kitara, ki je enega  vrhuncev doživela na  francoskem dvoru  Ludvika XIV kot njegov najljubši  instrument. Bogata solistična literatura za renesančno  in zlasti  baročno kitaro, ki je izšla v številnih  periodičnih zbirkah in izdajah, veliko pa je je ohranjeno  tudi  v rokopisih,  je zapisana v tabulaturah. Kitare so uporabljali tudi v baročnih  ansamblih in orkestrih kot  continuo inštrument za poudarjanje ritma. 

### Klasična kitara
Iz  baročne kitare se je 2/2 18 stoletja z  dodano šesto  struno in prehodom  na enojne strune razvila klasična kitara z  uglasitvijo, kakršna se uporablja še danes. Strune so  bile sprva črevnate, v 20.  stoletju pa najlonske. Klasična kitara ima bogato solistično in komorno literaturo zlasti iz  obdobja klasicizma, ko je bila kot salonski instrument zelo razširjena v največjih  glasbenih  centrih, kakršni  so bili Pariz,  Dunaj in  London. Iz časa  romantike je literature nekoliko manj,  so  pa v tem  času  delovali nekateri  vrhunski  kitarski virtuozi in  komponisti. Izjemno popularnost je klasična kitara doživela v 20. stoletju,  številna dela zanjo pa nastajo tudi v 21. stoletju. Klasično kitaro se igra v sedečem položaju, strune pa se ubira s prsti desne roke.

### Flamenco kitara
Po obliki je zelo podobna klasični kitari.Navadno je izdelana iz drugih vrst lesa in ima zaradi tega
drugačen zvok.Največkrat ima okoli zvočnice tudi poseben ščit golpeador.Z njim je zgornja resonančna plošča zavarovana pred udarci z nohtom.

### Akustična kitara
Akustične kitare so zelo podobne klasičnim, le da imajo malo večji trup, ožji vrat, ki je tudi bolj ojačan in jeklene strune, ki oddajajo glasnejši in čistejši zvok. Njihova uporaba je najbolj razširjena v zabavni folk glasbi. Obstajajo tudi elektrificirane različice akustičnih kitar, t. i. elektroakustične. Slednje omogočajo tudi priklop kitare na ozvočenje, zajem zvoka pa je najpogosteje narejen preko t. i. pick-up senzorjev pod kobilico, ki vibracije strun prenesejo v električno obliko. Pri kitarah višjega cenovnega razreda pa pick-up zajemu dela družbo še mikrofon, ki zajame dejanski zven akustične kitare.

### 18 - strunska kitara
Moonlander

### 12 - strunska kitara
Kitare te vrste imajo večinoma jeklene strune v parih, uglašeni unisono ali v intervalu oktave. Te kitare se največ uporabljajo v glasbenih zvrsteh kot so: folk, blues in rock'n'roll. 12 – strunske kitare obstajajo tako v akustičnih, kot v električnih različicah.

### 7 - strunska kitara
V Rusiji je v izročilu sedemstrunska kitara (семиструнная гитара ali семиструнка), ki jo je skoraj popolnoma izpodrinila šeststrunska španska kitara po koncertni turneji Andrésa Segovie v Rusiji v 1920ih letih. Ruska sedemstrunska kitara je najpogosteje uglašena DGHdghd1. V 19. st. je nastala znatna količina kompozicij za rusko kitaro, med najbolj ustvarjalnimi komponisti štejemo Andreja Sychro. Pomembnejša nastopača z rusko kitaro v 20. st. sta barda Vladimir Visocki in Bulat Okudžava; med rusko-romskimi kitaristi sta se v novejšem času uveljavila Saša Kolpakov in njegov nečak Vadim Kolpakov. V ZDA je aktiven dr. Oleg Timofeyev, ki je odkril veliko pozabljenih kompozicij za rusko sedemstrunsko kitaro, obnavlja tehniko igranja na inštrumentu, in proizvaja zgoščenke z rusko, romsko, judovsko in gruzijsko glasbo za sedemstrunsko kitaro.
Vendar ruska sedemstrunska kitara ni vplivala na razvoj današnjih zahodnih sedemstrunskih kitar, ki so postale popularne v zadnji četrtini 20. stoletja. Sedma struna je praviloma dodatna basovska struna, za kvarto ali kvinto nižja od spodnjega E na klasični kitari. Najbolj popularne so 3 uglasitve: EHGDAEH (dodana spodnja kvarta), EHGDAEA (dodana spodnja kvinta) in FCGDAEH (vseh sedem strun je v kvarnem intervalu, zajeti so vsi toni C-dur lestvice).
Problem 7-strunskih kitar je širokega tonski razpona. Če bi naj tudi najdebelešja struna imela lep zvok, bi morala kitara imeti relativno velik trup. Iz tega razloga so praviloma vse današnje 7-strunske kitare le v električni izvedbi.

### Akustična bas kitara
Akustične bas kitare imajo štiri kovinske strune, ki so uglašene enako kot pri kontrabasu. Uporabljajo se v orkestrih in raznih bendih, namenjene pa so predvsem poudarjanju ritma in nizkih tonov. Kitare te vrste so sicer pomembne, a je v današnjem času veliko bolj razširjena uporaba elektroakustičnih in električnih bas kitar.

### Archtop kitara
Posebnost archtop kitar je ta, da v trupu nimajo okrogle resonančne luknje, ampak le to nadomeščata dve manjši luknji v obliki črke f, podobni tistim, ki jih imajo violine in drugi inštrumenti iz skupine godal. Archtop kitare so bile in so še vedno posebej priljubljene med country and jazz glasbeniki. Zanimivo je tudi to, da so strune teh kitar nekoliko debelejše od strun, ki jih imajo akustične.

### Resonančna kitara
Resonančne kitare so po obliki podobne akustičnim kitaram, razlikujejo pa se po materialu iz katerega je narejen trup in s tem posledično tudi po drugačnem, predvsem glasnejšem, zvoku. Resonančne kitare namreč nimajo lesenega trupa in v njem resonančne luknje, ampak za ojačitev zvoka skrbi aluminijasti resonator, ki kitaram daje poseben zvok. Čeprav so te kitare namenjena uporabi v stilih, kjer se uporabljajo akustične kitare, pa njihova uporaba ni tako razširjena.

### Električna kitara
Električna kitara se v današnjem času uporablja že v skoraj vsaki zabavni glasbi, največ pa v bluesu, rock'n'rollu in rocku. Manjša oddaljenost strun od ubiralke in ojačevalec, ki ga priklopimo na kitaro ali brezžično povežemo, omogočata nekatere tehnike, ki jih je na akustični kitari skoraj nemogoče izvesti. S pomočjo ojačevalca lahko spreminjamo glasnost zvoka, ki ga odda ojačevalec, čistost tona, lahko pa dodamo tudi razne zvočne efekte.

### Električna bas kitara
Električna bas kitara je v uglasitvi zelo podobna kontrabasu. Nastala je leta 1951. Po obliki je zelo podobna navadni električni kitari, le vrat je nekoliko daljši in vitkejši. Najbolj razširjene kitare te vrste so take s štirimi strunami, obstajajo pa tudi različice s petimi ali šestimi strunami. Kitara je namenjena poudarjanju ritma in še posebej nizkih tonov, njena uporaba pa je nepogrešljiva v raznih bendih.

### Kitara brez prečk(fretless kitara)
Električne solo in bas kitare so na voljo tudi v različici, ki na ubiralki nima prečk. Uporabljajo se ravno zaradi drsečega  tona (glisanda). Tovrstni inštrument je prvi svetu predstavil (1977) legendarni Jaco Pastorius, ki ga glasbeni strokovnjaki smatrajo za najboljšega basista vseh časov. Kot mojster bas kitare brez prečk pa je danes zelo znan Steve DiGiorgio. Poleg basovske kitare brez prečk pa obstaja tudi tovrstna solo kitara, ki se je pojavila v šestdesetih letih. Uporabljali so jo predvsem avantgardni kitaristi (Robert Fripp, Frank Zappa, Andy Summers).

## Slogi igranja

### Klasični slog
Igramo sede, kitaro imamo naslonjeno na levo stegno (če smo levičarji na desno stegno), nogo pa podložimo s pručko ali čim podobnim in s tem dvignemo instrument, ki mora biti v višini ramena.
S prsti desne roke brenkamo po strunah ob oziroma nad zvočnico in s tem dobivamo zvok. S prsti leve roke pa pritiskamo strune na ubiralko — s tem dobivamo tone.

### Nastopaški slog
Igramo stoje in uporabljamo pas, ki nam pomaga držati kitaro. Večina kitaristov kitaro igra s pomočjo trzalice.